# Major League Baseball 1899
Major League Baseball 1899 vanns av Brooklyn Superbas efter att ha vunnit National League. Någon finalserie spelades inte.

## National League
|                       | V   | F   | %    |
| --------------------- | --- | --- | ---- |
| Brooklyn Superbas     | 101 | 47  | .682 |
| Boston Beaneaters     | 95  | 57  | .625 |
| Philadelphia Phillies | 94  | 58  | .618 |
| Baltimore Orioles     | 86  | 62  | .581 |
| St. Louis Perfectos   | 84  | 67  | .556 |
| Cincinnati Reds       | 83  | 67  | .553 |
| Pittsburgh Pirates    | 76  | 73  | .510 |
| Chicago Oprhans       | 75  | 73  | .507 |
| Louisville Colonels   | 75  | 77  | .493 |
| New York Giants       | 60  | 90  | .400 |
| Washington Senators   | 54  | 98  | .355 |
| Cleveland Spiders     | 20  | 134 | .130 |

## Källa
Den här artikeln är helt eller delvis baserad på material från engelskspråkiga Wikipedia.